# 미프 히스
미프 히스(네덜란드어: Miep Gies 밉 히스[*] [mip xis], 1909년 2월 15일 ~ 2010년 1월 11일)는 제2차 세계 대전중 《안네의 일기》로 유명한 안네 프랑크 일가의 은신을 도왔던 보호자이다. 안네 일가의 체포시, 안네의 일기 원고가 독일비밀경찰에게 넘어가는 것을 막고 보존하였다. 본명은 헤르미네 잔트루시츠(독일어: Hermine Santruschitz, 나중에 네덜란드에 살면서 Santrouschitz로도 표기)이다.

## 걸어온 길

### 안네 집안과의 만남
오스트리아 빈에서 태어나서 1920년 1차 세계대전 뒤에 식량난이 심각했던 빈에서 네덜란드 레이던으로 피난하여 이후 네덜란드에 거주하였고, 1922년에는 암스테르담으로 옮긴다. 1933년에 향신료 회사인 오펙타의 임시 비서직에 지원했다가 팩틴제조업에 종사하던 사업가이자 안네의 아버지인 오토 프랑크와 알게 되었다. 처음에는 안내데스크와 고객대응의 비정규직에 준하는 업무를 맡았으며, 나중에는 정규행정직으로 일했다. 그녀는 오토 프랑크의 가족과 친밀한 관계를 유지했으며, 1941년에는 얀 기스와 결혼하여, 그녀의 남편도 역시 오토 프랑크의 가족과 친하게 지냈다. 그녀는 네덜란드의 나치당 여성연합에 가입하라는 권유를 거절해서 오스트리아로 강제송환하겠다는 위협에 시달렸다. 그녀는 네덜란드어와 독일어에 모두 능통하여 프랑크가문과 잘 통했으며, 프랑크 집안을 정기적으로 찾았다.

### 은신처 사람들에 대한 도움
기스 부부와 직장동료인 빅토어 쿠글러(Victor Kugler), 요하너스 클레이만(Johannes Kleiman), 벱 포스카윌(Bep Voskuijl) 등은 프랑크 일가와 헤르만 판 펠스 일가(한국어판 《안네의 일기》에서는 반 단씨 일가 또는 판 단 씨 일가로 번역되어 있다.), 치과의사 프리츠 페퍼(Fritz Pfeffer)를 암스테르담 프린선흐라흐트(Prinsengracht)에 있는 회사사무실건물의 은신처에 1942년 7월부터 1944년 8월까지 숨겨주었으며, 심부름을 통해 은신생활을 지원해주었다. 그 증거로 《안네의 일기》를 보면 미프가 은신처 사람들의 심부름을 충실하게 해주었다고 나와 있다. 법률상으로 미프와 유대인 은신을 도운 다른 네덜란드인 조력자들은 모두 총살형에 처해지게 되어 있었다. 그러나, 실제로는 보통 4~6개월 정도의 강제노동에 처해졌다. 1944년 8월 4일, 익명의 정보원에 의하여 게슈타포는 이 은신처 건물을 급습했고, 은신자들은 전원 체포되었다. 또한, 빅토어 쿠글러와 요하너스 클레이만은 유대인 은닉죄로 체포되었다. 전후, 이 익명의 제보자를 찾기 위한 각각 독립된 세 차례의 수사가 실시되었고 창고지기등이 용의자로 지목되었으나, 모두 실패하였다.
미프는 게슈타포가 은신처를 뒤질 때, 《안네의 일기》로 보이는 원고들을 압수하지 못하도록 했으며, 여기저기 흩어져 있던 원고들을 모아 보존했다. 미프는 안네 일가의 무사귀환을 바랐으나, 안네는 베르겐 벨젠의 유대인 강제수용소에서 병으로 죽었으며, 안네의 아버지 오토 프랑크만이 소련군에 의해 해방된 수용소에서 살아남았다. 미프는 자신이 보존하고 있던 안네의 일기의 원고를 오토 프랑크에게 건네 주었고, 오토 프랑크는 1947년에 이 원고에 의거하여 안네의 일기를 펴냈다.

### 전쟁 이후의 삶

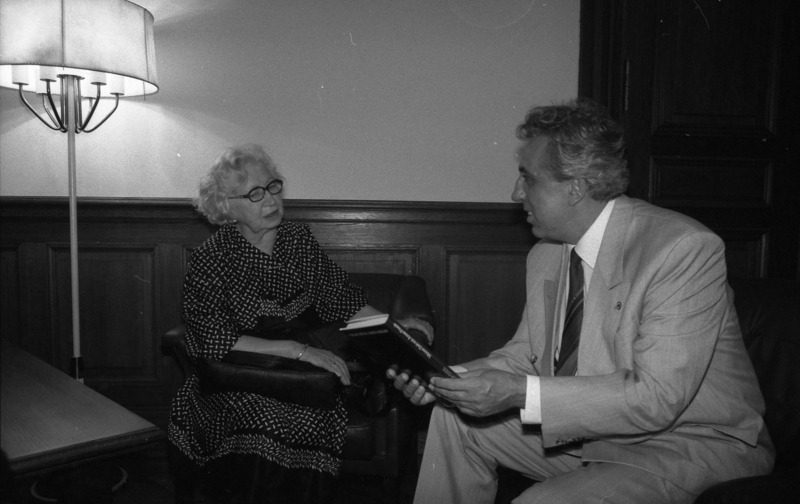
에곤 크렌츠와 만난 미프.

미프 자신은 오토 프랑크에게 안네의 일기 원고를 건네줄 때까지 원고의 내용을 읽어보지 않았는데, 뒤에 그녀는 만약에 자신이 전쟁중에 그 원고를 읽었다면, 자신에게 불리한 증거(유대인을 숨겨준 증거)가 될 수 있으므로 없앴을 것이라고 말했다. 그러나 그녀는 오토 프랑크의 설득에 따라 안네의 일기 제 2판을 손수 읽었다.
안네의 일기가 세상에 널리 알려지면서, 미프 히스는 1972년 이스라엘 정부에 의해 '열방의 의인(히브리어: ‏חסיד אומות העולם)'에 선정되었다. 1990년 라울 발렌베리 메달을 수여받았으며 1994년 독일연방공화국 공로훈장을 수여받았다. 1997년에는 네덜란드의 베아트릭스 여왕에게 작위를 수여받았다.
슬하에 아들 파울 히스(Paul Gies)를 하나를 두었고, 이후 사망할 때까지 노르트홀란트주에서 살았다.
2010년 1월 11일(현지 시각), 미국의 경제잡지 《비즈니스위크》는 미프 히스가 네덜란드 노르트홀란트 주 자택에서 100세로 사망했다고 보도했다. 사망원인은 노환에 따른 자연사로 알려졌다.

## 같이 보기
- 안네의 일기